# Ductus omphaloentericus
Ductus omphaloentericus är en embryonal kanal från gulesäcken till mellersta delen av tarmen.
Ductus omphaloentericus tillbakabildas normalt tidigt i fosterlivet, och om så inte är fallet kan  Meckels divertikel bildas.